# Extreme Memory Profile
XMP (ang. Extreme Memory Profile) to technologia firmy Intel; pozwala na szybkie i proste przetaktowanie pamięci operacyjnej, doświadczonym i początkującym użytkownikom. Dzięki możliwości wyboru jednego ze zoptymalizowanych profili lub ręcznej zmiany parametrów pracy, użytkownik może dopasować wydajność pamięci do aktualnego zapotrzebowania systemu.